# Clones
Clones (iriska: Cluain Eois) är en liten ort i den västra delen av grevskapet Monaghan vid gränsområdet i Republiken Irland. Orten drabbades hårt ekonomiskt sett vid delningen av Irland år 1921 eftersom den ligger vid gränsen till Fermanagh i Nordirland.
Det iriska namnet Cluain Eois betyder "Eois Äng". Staden var från början en klosterbosättning, grundat av Tighearnach på 500-talet, och var en sådan bosättning ända till Henrik VIII lade ner klosterverksamheten. Det finns kvar ruiner av en byggnad avsedd för abbedissor från 1100-talet, tillsammans med en sarkofag, som enligt rykten innehåller helgonet Tighearnach. Det finns även ett torn och ett stort kors.
Staden var en stor järnvägsknut under 1800-talet, men även i början på 1900-talet, där linjerna från Enniskillen, Armagh, Cavan och Dundalk möttes. Detta skapade en punkt i det järnvägssystem som nu är gränsen mellan Nordirland och Republiken Irland. Dessa järnvägar är nu stängda.
Författaren Patrick McCabe är från den här staden, och uppmärksammas främst genom boken The Butcher Boy, som utspelar sig i en omgjord version av staden. Filmversionen av boken spelades till vissa delar in i staden. Clones är också hemstad för den välkände boxaren Barry McGuigan.
Clones är nu mest i Irland känd för den stora GAA-arenan, St. Tiernach's Park, med en uppskattad kapacitet för 36000. Arenan används oftast för gaelisk fotboll. Sommarsäsongen med gaelisk fotboll är därmed en viktig inkomstkälla för staden.
En sak som är värd att notera, som är väldigt ovanligt i Republiken Irland, är att det finns fler protestanter än katoliker i staden. Detta gör detta till den största staden i Republiken Irland med en protestantisk majoritet.
Antalet invånare är 1 834.